# Metaleptea brevicornis
Metaleptea brevicornis är en insektsart som först beskrevs av Johannson 1763.  Metaleptea brevicornis ingår i släktet Metaleptea och familjen gräshoppor. Inga underarter finns listade i Catalogue of Life.